# Osburnea
Osburnea is een monotypisch mosdiertjesgeslacht uit de  familie van de Electridae en de orde Cheilostomatida. De wetenschappelijke naam van het geslacht is voor het eerst geldig gepubliceerd door Elena A. Nikulina in 2010.

## Soort
De volgende soort is bij het geslacht ingedeeld:
- Osburnea biscuta (Osburn, 1950)